# Doxocopa caesitia
Doxocopa caesitia är en fjärilsart som beskrevs av Hayward 1935. Doxocopa caesitia ingår i släktet Doxocopa och familjen praktfjärilar. Inga underarter finns listade i Catalogue of Life.